# 엠플래닛
엠플래닛(MPlanet, 구 모빌 플래닛)은 온라인 레이싱 게임의 원조, MMO 레이싱 게임 시티레이서(CTRacer)의 현 개발사이다.
2008년 7월, 엠플래닛은 과거 현대디지털엔터테인먼트 소유였던 시티레이서 온라인을 인수하고 지금까지 운영해오고 있다. 엠플래닛은 2010년 하반기에 한국콘텐츠진흥원이 참가한 독일 GamesCom 한국공동관에 참여한 바 있다.

## 회사 연혁
- 2008년 7월 시티레이서 온라인 인수
- 2008년 9월 (주)MobilPlanet 법인명 변경
- 2012년 9월 히트 더 로드 정식서비스

## 게임 목록
- 시티레이서 온라인(CTRacer Online) - MMO레이싱 게임(RPG+Racing)
- 히트 더 로드 온라인 - MMO 레이싱 게임(서비스 종료)
- 레전드오브파이터 - RPG 게임(서비스 종료)
- 로쉬온라인: 시즌2 헤리스텀 - MMORPG 게임(서비스 종료)